# Acroclisoides bicolor
Acroclisoides bicolor is een vliesvleugelig insect uit de familie Pteromalidae. De wetenschappelijke naam is voor het eerst geldig gepubliceerd in 1991 door Luo & Qin.